# Vero Copner Wynne-Edwards
Vero Copner Wynne-Edwards (4 de julio de 1906 — 5 de enero de 1997) fue un zoólogo, ecólogo británico.

## Biografía
Wynne-Edwards es principalmente reconocido por su teoría de la selección de grupos, expuesta en su libro Animal Dispersion in Relation to Social Behavior (Dispersión animal en relación al comportamiento social) de 1962. En el libro, argumentó que muchas veces el comportamiento de los animales es el producto de la adaptación del grupo, más que la del individuo, y que las poblaciones tienen mecanismos adaptativos que se regulan a sí mismos. Sus argumentos fueron fuertemente criticados por George C. Williams en su obra Adaptation and Natural Selection ('Adaptación y selección natural), además de Richard Dawkins en The Selfish Gene (El gen egoísta).
Su hijo Hugh Wynne-Edwards es profesor de geología, y su nieta Kathy Wynne-Edwards es profesora de biología en la Queen's University.

## Libros
- Wynne-Edwards, V.C. 1962. Animal Dispersion in Relation to Social Behavior. Oliver & Boyd, Londres.
- Wynne-Edwards, V.C. 1986. Evolution through group selection. Oxford: Blackwell Scientific. 340 pp. ISBN 0-632-01541-1